# Don't Worry 'Bout It
«Don't Worry 'Bout It» — перший сингл репера 50 Cent з його п'ятого студійного альбому Animal Ambition, виданий одночасно з іншим окремком «Hold On».

## Відеокліп
Прем'єра: 18 березня 2014. Режисер: Ейф Рівера.

## Чартові позиції
| Чарт (2014)                                   | Найвища позиція |
| --------------------------------------------- | --------------- |
| Велика Британія (The Official Charts Company) | 165             |
| Велика Британія (UK R&B Chart)                | 30              |
| США (Hot R&B/Hip-Hop Songs) (Billboard)       | 42              |